# Усолля (Нижньогородська область)
Усолля (рос. Усолье) — присілок в Ветлузькому районі Нижньогородської області Російської Федерації.
Населення становить 74 особи. Входить до складу муніципального утворення Мошкинська сільрада.

## Історія
Від 2009 року входить до складу муніципального утворення Мошкинська сільрада.

## Населення
| 1897 | 1907 | 1916 | 1999 | 2002 | 2010 |
| ---- | ---- | ---- | ---- | ---- | ---- |
| 166  | ↗224 | ↘211 | ↘85  | ↘78  | ↘74  |